# Meade River
Der Meade River ist ein etwa 404 km langer Zufluss der Beaufortsee im Bereich der North Slope im Norden des US-Bundesstaats Alaska.

## Flusslauf
Der Meade River entspringt in einem Höhenrücken 134 km südsüdwestlich von Atqasuk auf einer Höhe von etwa 300 m. Der Meade River durchfließt die Arktische Ebene. Er fließt anfangs nach Nordosten. Er nimmt nach 30 Kilometern den Kaksu River von rechts auf. Wenig später wendet sich der Meade River nach Osten. Er wird im Norden von der Kulugra Ridge, einem Höhenrücken, vom Shaningarok Creek getrennt, der bei Flusskilometer 300 linksseitig auf den Meade River trifft. Dieser fließt nun nach Norden. Bei Flusskilometer 200 erreicht der Meade River eine von Thermokarst-Seen durchsetzte Landschaft, die bis zur Meeresküste reicht. Bei Flusskilometer 108 befindet sich am linken Flussufer der Ort Atqasuk. Kurz darauf münden der Usuktuk River von rechts sowie der Nigisaktuvik River von links in den Meade River. Dieser wendet sich etwa bei Flusskilometer 95 in Richtung Ostnordost. Etwa 26 Kilometer oberhalb der Mündung spaltet sich ein erster Mündungsarm rechtsseitig ab. Der Meade River bildet am Westufer der Admiralty Bay ein Flussdelta aus. Ein nördlicher Mündungsarm trifft auf den Inaru River, der weiter nördlich in die Bucht mündet.

## Namensgebung
Der Fluss wurde vermutlich nach Admiral Richard Worsam Meade benannt. Der Eskimo-Name des Flusses war nach John Murdoch Kulugrua.

## Hydrologie
Am Abflusspegel bei Flusskilometer 106, 2 km unterhalb von Ataqsuk, beträgt der mittlere Abfluss (MQ) für den Messzeitraum 2006/2021 19,8 m³/s. Die größten mittleren monatlichen Abflüsse traten im Juni mit 102 m³/s auf.

## Einzugsgebiet
Der Meade River entwässert ein Areal von etwa 10.130 km². Das Einzugsgebiet liegt in der Arktischen Ebene und befindet sich vollständig in der National Petroleum Reserve in Alaska. Das Einzugsgebiet grenzt im Osten an das des Topagoruk River, im Südosten an das des Ikpikpuk River, im Süden an das des Colville River, im Südwesten an das des Utukok River, im Westen an das des Kuk River sowie im Nordwesten an das des Inaru River.